# Tratado del Cuadrilátero
El Tratado del Cuadrilátero fue un pacto firmado el 25 de enero de 1822 entre representantes de las provincias argentinas de Buenos Aires, Santa Fe, Entre Ríos y Corrientes. El tratado buscaba ser un pacto ofensivo-defensivo entre las provincias firmantes ante un ataque luso-brasileño desde la Banda Oriental, lo cual era visto como muy probable. También quería establecer la paz luego de la derrota del caudillo entrerriano Francisco Ramírez, que en 1821 había invadido Santa Fe y Córdoba, sin éxito.
Fue firmado por:
- Francisco Fernández de la Cruz, por Buenos Aires;
- Juan Francisco Seguí, por Santa Fe;
- Casiano Calderón, por Entre Ríos;
- Juan Nepomuceno Goitía, por Corrientes.

El pacto establecía:
- La paz y unión de las cuatro provincias y una alianza ante una posible agresión extranjera, de españoles o portugueses (y brasileños).
- La libre navegación de los ríos para las provincias firmantes.
- El retiro de los diputados del diminuto congreso de Córdoba.
- Cualquiera de las provincias contratantes podía convocar un congreso cuando creyese llegada la oportunidad conveniente.

La alianza de Buenos Aires con las provincias del Litoral, asegurada mediante subsidios a los gobiernos, le dio oportunidad a Buenos Aires de neutralizar al gobernador cordobés Juan Bautista Bustos, quien esperaba una organización del País con un congreso que estableciera ya desde 1825 una Constitución Nacional.